# Komari (Lukavac)
Pour les articles homonymes, voir Komari.
Komari (en serbe cyrillique : Комари) est un village de Bosnie-Herzégovine. Il est situé dans la municipalité de Lukavac, dans le canton de Tuzla et dans la fédération de Bosnie-et-Herzégovine. Selon les premiers résultats du recensement bosnien de 2013, il compte 49 habitants.

## Démographie

### Évolution historique de la population
| 1948 | 1953 | 1961 | 1971 | 1981 | 1991 | 2013 |
| ---- | ---- | ---- | ---- | ---- | ---- | ---- |
| -    | -    | 109  | 116  | 248  | 213  | 49   |

|  |

### Répartition de la population par nationalités (1991)
En 1991, les 213 habitants du village étaient tous serbes.